# Kappa Scorpii
Kappa Scorpii (κ Sco) – gwiazda w gwiazdozbiorze Skorpiona. Odległa od Słońca o około 483 lata świetlne.

## Nazwa
Gwiazda nie ma nazwy własnej i jest znana głównie pod oznaczeniem Bayera Kappa Scorpii. Patrick Moore przypisał jej nazwę Girtab, jednak ta sumeryjska nazwa, oznaczająca „skorpion”, odnosiła się do całego gwiazdozbioru.

## Charakterystyka
Jest to gwiazda spektroskopowo podwójna, którą tworzą dwa gorące błękitne olbrzymy, należące do typu widmowego B. Łącznie wypromieniowują one 15 300 razy więcej energii niż Słońce. Okrążają one wspólny środek masy w czasie 195,65 doby (0,536 roku), dzieli je średnio 1,7 jednostki astronomicznej, ale ze względu na ekscentryczność dystans zmienia się od 0,87 do 2,5 au.
Gwiazdy te są znacznie gorętsze od Słońca, mają temperatury odpowiednio 23 400 K i 18 800 K. Ich promienie to 6,8 i 5,8 promienia Słońca, a masy są odpowiednio 17 i 12 razy większe niż masa Słońca, bądź – według innych analiz – równe 10,5 i 7 mas Słońca. Jaśniejsza, większa i gorętsza gwiazda A wykazuje pewną zmienność blasku, jest sklasyfikowana jako zmienna typu Beta Cephei. Jej jasność waha się o 0,03m wraz z oscylacjami widocznej powierzchni gwiazdy, z kilkoma okresami zmienności. Składnik A jest dostatecznie masywny, aby zakończyć życie jako supernowa. Mniej masywny składnik B, który przypuszczalnie skończy życie jako biały karzeł, może zostać odrzucony przez eksplozję masywniejszej towarzyszki, stając się gwiazdą uciekającą.